# Comuna Holovî, Verhovîna
Holovî (în ucraineană Голови) este o comună în raionul Verhovîna, regiunea Ivano-Frankivsk, Ucraina, formată din satele Ciorna Ricika și Holovî (reședința).

## Demografie
Componența lingvistică a comunei Holovî
     Ucraineană (99,95%)
     Alte limbi (0,05%)
Conform recensământului din 2001, majoritatea populației comunei Holovî era vorbitoare de ucraineană (99,95%), existând în minoritate și vorbitori de alte limbi.